# Crazy Casino
Het spel Crazy Casino is een dobbelspel, uitgegeven door Jumbo. Crazy Casino gebruikt een spelbord bestaande uit 6 vakjes, genummerd 1 tot en met 6. Vakje nr. 6 heeft een gaatje in het midden.
Men krijgt een afgesproken aantal steentjes van tevoren, en er wordt om en om gedobbeld:
- Wie een cijfer gooit dat nog niet bezet is, mag een steentje op dat vakje plaatsen.
- Wie een cijfer gooit van een bezet vakje, moet het steentje dat daar ligt terugnemen.
- Wie een 6 gooit, mag het steentje in het gaatje doen en zo uit het spel halen.

Wie het eerst alle steentjes kwijt is wint het spel.